# Giacomo Zappacosta
Giacomo Zappacosta (* 21. April 1988 in Chieti) ist ein italienischer Fußballspieler.

## Karriere
Giacomo Zappacosta begann seine Karriere beim Club Pescara Calcio, bei dem er zur Saison 2005/06 in den Profikader aufgenommen wurde, jedoch bis zum Saisonende kein einziges Ligaspiel bestritt. Sein Profidebüt gab der Mittelfeldakteur am 10. Juni 2007 im Auswärtsspiel bei der US Lecce, die Partie wurde mit 4:1 verloren und zum Saisonende stieg er mit Pescara aus der Serie B ab. Auch in der folgenden Spielzeit erhielt er nur sporadische Einsätze bei den Biancoazzurri und absolvierte lediglich drei Ligapartien, die alle jeweils 1:1-unentschieden endeten. Für die Spielzeit 2008/09 wechselte Zappacosta auf Leihbasis zum Ligakonkurrenten Pro Patria Calcio, bei dem er in kurzer Zeit zu einem Leistungsträger des Teams wurde und insgesamt 28 Partien absolvierte. Am 14. September 2008 erzielte er beim 4:0-Sieg über die AC Monza Brianza sein erstes Profitor. Er nahm zum Saisonende mit Pro Patria an den Playoff-Spielen um den Aufstieg in die Serie B teil und scheiterte in den Finalspielen gegen Calcio Padova.
Nach dem verfehlten Aufstieg kehrte der Mittelfeldspieler zur Saison 2009/10 wieder nach Pescara zurück. Im Verlauf der Spielzeit erhielt er beim abruzzischen Verein mehr Spielpraxis und lief dabei oftmals als Einwechselspieler aufs Spielfeld.
Zum Saisonende 2009/10 gelang ihm mit Pescara der Aufstieg in die zweithöchste Spielklasse. In den Play-off-Finals setzte sich die Mannschaft gegen Hellas Verona durch.
Seit 2011 steht Zappacosta bei SS Barletta Calcio unter Vertrag, verbrachte die Saison 2012/13 allerdings auf Leihbasis bei der US Lecce.